# Галаты
Галаты (греч. Γαλάται, лат. Galatae) — союз кельтских племён, вторгшихся на Балканский полуостров и в Малую Азию в 279—277 годах до н. э.

## История
Тит Ливий сообщал имя предводителя галлов, которые достигли Дардании — это Бренн. С помощью вифинского царя Никомеда они за несколько дней переправились через Геллеспонт на азиатский берег. Общее количество переправившихся галлов оценивалось в 20 тыс. человек, которые делились на три племени: толистобогии, трокмы и тектосаги. Первые поселились в Ионии, вторые на побережье Геллеспонта, а третьи достигли берегов Галиса. Галлы были отнюдь не мирными поселенцами. Вифинский царь пригласил их в надежде на военную помощь. Из 20 тысяч галлов половина считалась воинами. Они жили за счёт сбора дани с местных племён. Галлы отличались высоким ростом, бледным цветом кожи и рыжими волосами. Вооружены они были щитами и длинными мечами. Современники отмечают, что галлы, смешавшись с греками и фригийцами, превратились в галлогреков.
Вскоре после вторжения галаты были разгромлены сначала греческой армией Каллиппа в битве при Фермопилах в 279 год до н. э., а затем — Антиохом I Сотером в битве слонов около 275 года до н. э. Однако, несмотря на эти поражения, продолжали опустошать западную часть Малой Азии на протяжении последующих 46 лет, пока не были оттеснены войсками пергамского царя Аттала I Сотера в область, расположенную в центральной части Малой Азии к северу от Фригии, между средним течением рек Сангариуса и Галиса; эта область получила название Галатия.
По сообщению Страбона галаты первоначально делились на три племени, каждое из которых, в свою очередь, делилось ещё на 4 племени, 12 вождей этих племён в греческих источниках именуются тетрархами (др.-греч. τετραρχίαι); каждому тетрарху были подчинены судья племени-тетрархии и военачальник. Все 12 тетрархий имели общий совет из 300 человек. В I веке до н. э. власть над галатами перешла Дейотару, который, будучи тетрархом одного из племён толистобогиев, воевал на стороне Рима в третьей Митридатовой войне и получил от римлян земли всей Галатии.
К I веку н. э. область толистобогиев граничила с Вифинией и Фригией Эпиктетской, трокмов — с Понтом и Каппадокией, тектосагов — с Великой Фригией по соседству с Пессинунтом.
Страбон упоминает, что все три племени галатов имели общий язык, сам галатский язык засвидетельствован только личными именами и топонимами в греческой и латинской передаче; предположительно близок галльскому. Сохранялся до V века.
В русском источнике — Краткой Хронографической Палее, старший список которой датируется 1440-ми годами, при перечислении народов — потомков Иафета с галатами отождествляются варяги: «Разделено же бысть племя Афетово, третьего сына Ноева, 15 языкъ: 1 галати, иже суть варязи, 2 руми, иже суть грекы, 3 армени, 4 норици, иже суть словене».

## Известные галаты
- Адобогиона
- Битоит
- Хиомара